# Сен-Пьер-ан-Во
Сен-Пье́р-ан-Во (фр. Saint-Pierre-en-Vaux) — коммуна во Франции, находится в регионе Бургундия. Департамент коммуны — Кот-д’Ор. Входит в состав кантона Арне-ле-Дюк. Округ коммуны — Бон.
Код INSEE коммуны 21566.

## Население
Население коммуны на 2010 год составляло 133 человека.
| 1962 | 1968 | 1975 | 1982 | 1990 | 1999 | 2010 |
| ---- | ---- | ---- | ---- | ---- | ---- | ---- |
| 200  | 189  | 199  | 170  | 155  | 141  | 133  |

## Экономика
В 2010 году среди 84 человек трудоспособного возраста (15-64 лет) 41 были экономически активными, 43 — неактивными (показатель активности — 48,8 %, в 1999 году было 52,2 %). Из 41 активных жителей работали 32 человека (19 мужчин и 13 женщин), безработных было 9 (2 мужчин и 7 женщин). Среди 43 неактивных 1 человек был учеником или студентом, 21 — пенсионерами, 21 были неактивными по другим причинам.